# Heinz-Peter Haumann

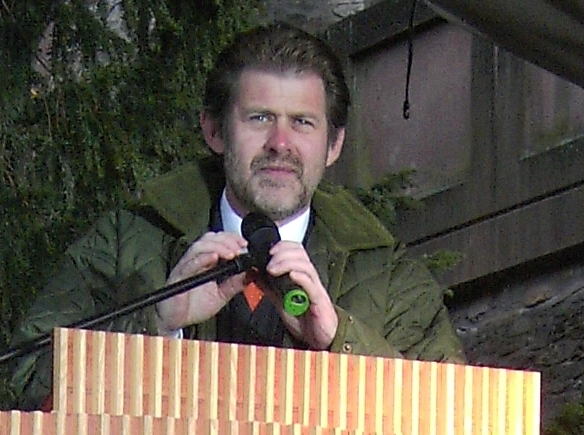
Heinz-Peter Haumann (2007)

Heinz-Peter Haumann (* 8. Februar 1959 in Ewersbach) ist CDU-Politiker und war von Dezember 2003 bis zum 12. Dezember 2009 Oberbürgermeister der Universitätsstadt Gießen. Seit 2010 ist er in der Immobilien-Branche tätig.

## Ausbildung
Haumann studierte nach dem Abitur an der Goetheschule in Wetzlar von 1978 bis 1989 an der Gießener Justus-Liebig-Universität Rechtswissenschaften.

## Politik
Heinz-Peter Haumann war vom 1. April 1993 bis zum 30. Juni 2019 Kreistagsabgeordneter im Landkreis Gießen.
In der Stadt Gießen war er von 2001 bis 2003 zunächst Bürgermeister. Stark in die Kritik geriet Haumann, als er im Dezember 2002 eine Bombendrohung erfand, um umfangreiche Eingangs- und Personenkontrollen angesichts einer Stadtverordnetenversammlung zu rechtfertigen.

Die Direktwahl am 28. September 2003 zum Oberbürgermeister konnte Haumann im zweiten Wahlgang knapp für sich entscheiden: Er setzte sich gegen seinen Herausforderer, den Gießener SPD-Chef und früheren Sozialdezernenten Gerhard Merz mit 158 Stimmen Vorsprung durch. Er trat damit die Nachfolge von Manfred Mutz (SPD) an, der jedoch bereits seit 2001 beurlaubt war. Die Wahlbeteiligung lag im zweiten Wahlgang bei nur 30,8 %. Die Wahl führte zu einer Anfechtungsklage eines Gießener Bürgers, der die Wahl für ungültig erklären lassen wollte. Haumann hatte während des Wahlkampfes eine Wahlkampfpressemitteilung unter dem Briefkopf des Bürgermeisters versendet. Ihm wurde vorgeworfen, damit seine Arbeit als Bürgermeister nicht klar genug von der des Wahlkämpfers zu trennen. Die Ansicht des Klägers, es sei eine unzulässige Wählerbeeinflussung erfolgt, wurde vom Hessischen Verwaltungsgerichtshof in Kassel nicht geteilt.
Gemeinsam mit dem Gießener Landrat Willi Marx (SPD) war Haumann Initiator des ersten hessischen Existenzgründerfonds „RegioMIT“. Während seiner Amtszeit versuchte er auch, die Stadt-Umland-Beziehungen zwischen Gießen und den Nachbarkommunen zu verbessern. Im Sommer 2004 befürwortete Haumann den von der SPD eingebrachten Antrag der Ernennung von Horst Eberhard Richter zum Gießener Ehrenbürger, stieß damit aber auf Widerstand der CDU-Fraktion und insbesondere des Partei- und Fraktionschefs Klaus-Peter Möller. Die bürgerliche Mehrheit in der Stadtverordnetenversammlung setzte sich durch, Richter erhielt die Ehrenbürgerwürde nicht. Daraufhin wurde aufgrund eines Antrages der Koalition aus CDU, Bündnis 90/Die Grünen und der FDP eine Richtlinie zur Verleihung der Ehrenbürgerwürde in der Universitätsstadt Gießen beschlossen (2007). Im September 2007 wurde Richter auf dieser Basis durch Beschluss der Stadtverordnetenversammlung die Ehrenbürgerwürde verliehen.
In der Direktwahl am 7. Juni 2009 wurde Dietlind Grabe-Bolz (SPD) zur neuen Oberbürgermeisterin gewählt; sie erhielt 55,5 % der Stimmen, der Amtsinhaber Heinz-Peter Haumann 44,5 %. Die Wahlbeteiligung lag bei 43,4 %. Haumanns Amtszeit endete mit dem 12. Dezember 2009.

## Beruf
Seit Mai 2010 ist Haumann als Regionalmanager für das Hamburger Immobilienunternehmen Procom Invest, eine Projektentwicklungs- und Investorengesellschaft, tätig. Seit Oktober 2015 war Haumann als Geschäftsführer der Baugesellschaft Mittelhessen Beteiligungs-GmbH tätig. Gegen diese wurden mehrere Strafprozesse geführt. Am 5. Mai 2020 wurde ein Insolvenzverfahren über das Vermögen der Baugesellschaft Mittelhessen Beteiligungs-GmbH eröffnet. Seit dem 8. Dezember 2014 ist Haumann Geschäftsführer der Haumann Projektentwicklungs- und Beratungs GmbH.